# ماریا النا کامرین
ماریا النا کامرین (ایتالیایی: Maria Elena Camerin؛ زادهٔ ۲۱ مارس ۱۹۸۲) یک تنیس‌باز اهل ایتالیا است.